# Palazzo Donati (già Benzoni, Scotti, Martini)
Il palazzo Donati De' Conti, già Benzoni, Scotti, Martini, è una dimora storica privata di Crema.

## Storia
Sul luogo ove esistevano già case di proprietà della famiglia, verso la fine del XV secolo Socino Benzoni fece costruire la prima versione del palazzo ottenendo nel 1491 di far demolire un muro così da avere anche un accesso diretto alla piazza Duomo.
Socino Benzoni, già capitano di ventura, è passato alla storia per il suo carattere arrogante, spietato e ambizioso: nel 1509 all'indomani della battaglia di Agnadello e con i francesi alle porte le autorità e il podestà Nicolò Pesaro erano incerti sull'azione da intraprendere; durante un'assemblea tenutasi nel Duomo il Benzoni perorò con parole adulatorie la causa della resa ottenendo il consenso della plebe, azione che, probabilmente, salvò Crema da un assedio e da una distruzione.
Re Luigi XII di Francia venne quindi a Crema, si fermò in Duomo e di seguito venne ospitato nel palazzo di Socino dimorandovi per due giorni. Qui nominò cavalieri il figlio di Socino, Compagno, e alcuni suoi amici e sostenitori: Giacomo Zurla, Alessandro e Guido Benzoni, Alessandro Benvenuti.
Tuttavia il suo passaggio sotto le insegne di Luigi XII gli costò la vita: il 21 luglio 1510 mentre si trovava tra Este e Montagnana alla ricerca di vettovaglie per i francesi fu catturato da un gruppo di stradioti e condotto a Padova sulla Piazza dei Signori dove il provveditore Andrea Gritti lo fece impiccare per tradimento.
Un altro discendente di Socino, Fortunato, fece maritare nel 1568 la figlia Laura a Lucrezio Scotti, un ramo della famiglia di origini piacentine presente a Crema da molti anni e alla quale passò la dimora fino al 1765 quando padre Davide Scotti, gesuita, la vendette a Giuseppe Martini
Il Martini, membro di una famiglia di commercianti di bestiame arricchiti, nel 1770 acquistò dalle parti di Verona il vicariato di Pradello e Cazzano, incluso l'annesso titolo di conte. Questa attribuzione acquisita per denaro, non per antico lignaggio o per meriti, risultò particolarmente sgradita alle famiglie nobili di Crema che preclusero al figlio Giovanni un seggio nel Gran Consiglio cittadino.
Furono i Martini a rinnovare il palazzo in stile barocchetto, elevando le ali nord e ovest e aggiungendo l'ala est trasformandone così la pianta a forma di "U" conferendogli l'attuale aspetto
Il 23 settembre 1841 nel palazzo venne commesso il duplice delitto che alcuni decenni dopo Federico Pesadori consegnò alla storia letteraria locale con una celebre poesia dialettale. Qui due soldati ungheresi ricordati con i nomi italianizzati di Carlo Rossoich o Carlo Rosich e Giorgio Sinchiv o Giorgio Schillinger assassinarono il capitano Cipriano Maurizio e l'attendente Michele Kozic. Per tale reato furono processati e tre giorni dopo giustiziati per impiccagione sulla sponda sinistra del Serio dove la pietà popolare eresse la cappella dei Morti del Serio nei pressi del quartiere Castelnuovo.
Nei primi anni del Novecento il palazzo si ridusse a casa d'affitto, finché con atto notarile datato 16 maggio 1932 la contessa Emilia Martini Giovio Della Torre lo vendette all'avvocato Francesco Donati De' Conti e ai cui eredi tuttora appartiene.
Al primo piano dell'ala orientale del palazzo venne ricavato l'ufficio cittadino delle Regie Poste, attivo inizialmente con soli due sportelli. Lo stanzone per il pubblico era spartano e poco aerato, oggetto anche sulla stampa locale e in più occasioni di richieste di interventi di miglioramento.
Poco prima dell’avvio della prima guerra mondiale vi venne trasferito anche l'ufficio telegrafico.
Rimase in questa sede anche in epoca repubblicana fino al 1962 quando il 19 ottobre fu inaugurato un più funzionale edificio costruito sull'attuale piazza Monsignor Madeo. 

### Personalità legate al palazzo
Si è già parlato di Socino Benzoni e di re Luigi XII. A questi si aggiungono:
- Leonardo Benzoni, uno dei figli di Socino; intraprese la carriera ecclesiastica e fu prevosto del Duomo di Crema e protonotario apostolico; in uno tra i tanti tentativi di elevare la città a sede di diocesi si tentò di farlo nominare vescovo di Crema (1545)[17]; papa Giulio II lo investì nel 1551 della Diocesi di Vulturara[6].
- Paola Benzoni, altra figlia di Fortunato, sposò nel 1570 Giovan Battista Visconti da cui ebbe Francesco Bernardino nato a Brignano Gera d'Adda[6]. Facinoroso, di carattere ribelle e violento fin dalla giovanissima età[7][18] perpetrò malefatte e assassini e si ipotizza possa aver vissuto per alcuni periodi anche nel palazzo cittadino presso gli zii per sottrarsi a uno dei numero bandi a cui fu sottoposto[6][18][8]; a un certo punto della sua vita ebbe una conversione per opera del cardinale Federico Borromeo disponendo un lascito all'oratorio Sant'Anna di Bagnolo Cremasco[7]. Si ritiene che Alessandro Manzoni si sia ispirato a Francesco Bernardino Visconti per la creazione del personaggio letterario dell'Innominato nel suo romanzo I promessi sposi[7][18].
- Il conte Enrico Martini pur essendo nato e per lo più vissuto a San Bernardino possedeva anche questa dimora, oltre a numerosi possedimenti agrari. Particolarmente impegnato in epoca risorgimentale si dedicò anche alla carriera politica divenendo deputato nella IV e VII legislatura del Regno di Sardegna; più tardi fu deputato nella IX e X legislatura del Regno d'Italia.

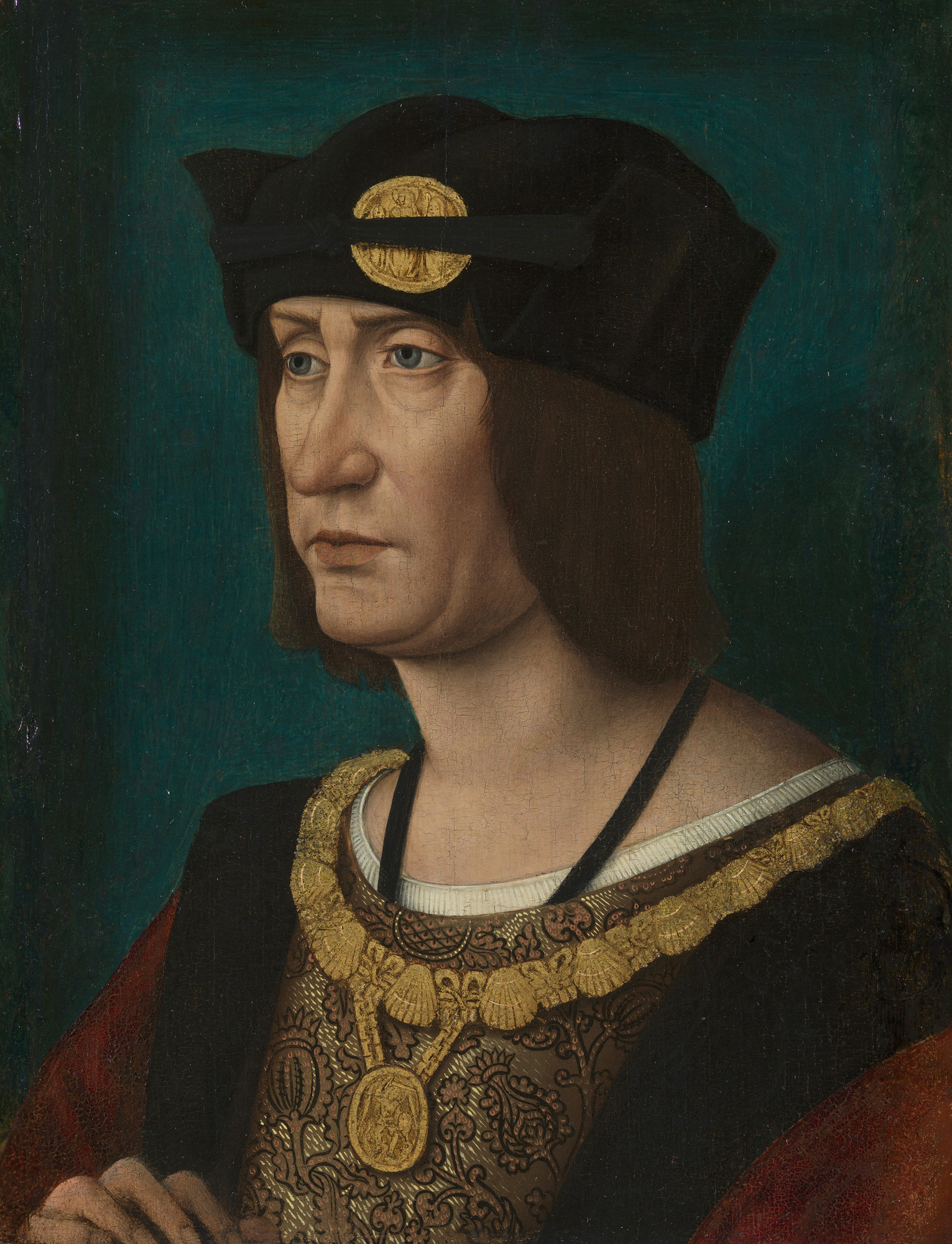
Bottega di Jean Perréal, ritratto di Luigi Luigi XII di Francia, 1514 circa
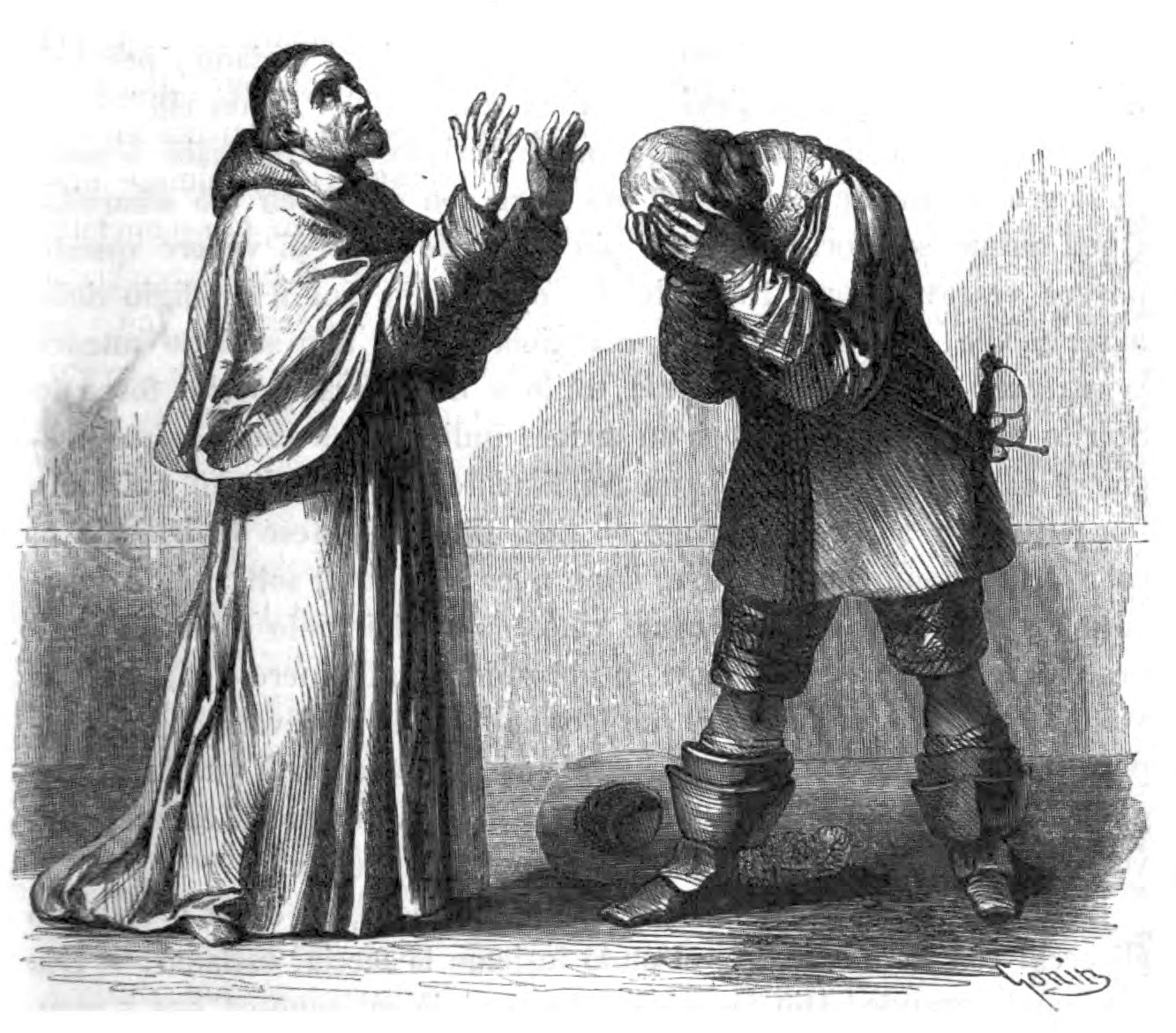
Illustrazione tratta da I promessi sposi dell'incontro tra l'Innominato e il cardinal Federigo Borromeo da un'edizione del 1840
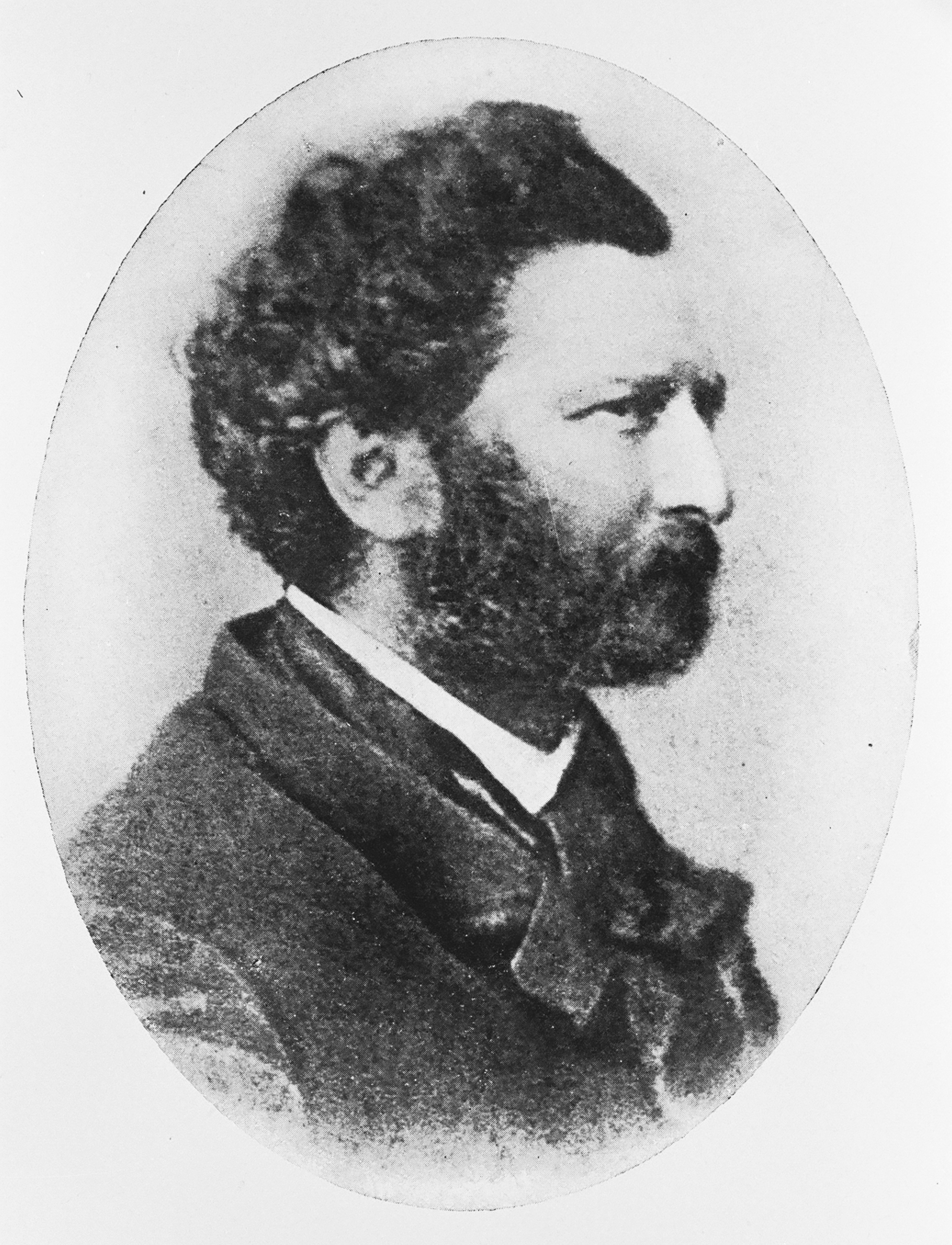
Enrico Martini

## Caratteristiche

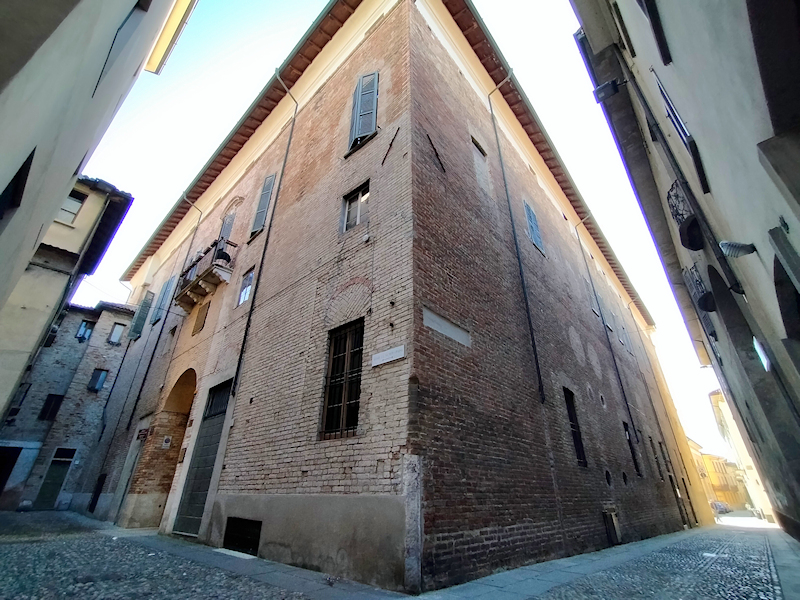
I lati ovest e nord lungo via Fortunato Marazzi, i più antichi

Gli apparati murari del primo piano, lato ovest e lato nord, sono quelli cinquecenteschi, una struttura che venne rialzata nel corso del XVIII secolo e aggiungendo, inoltre, l'ala est e quei particolari architettonici che gli hanno conferito lo stile barocchetto che caratterizza l'immobile.

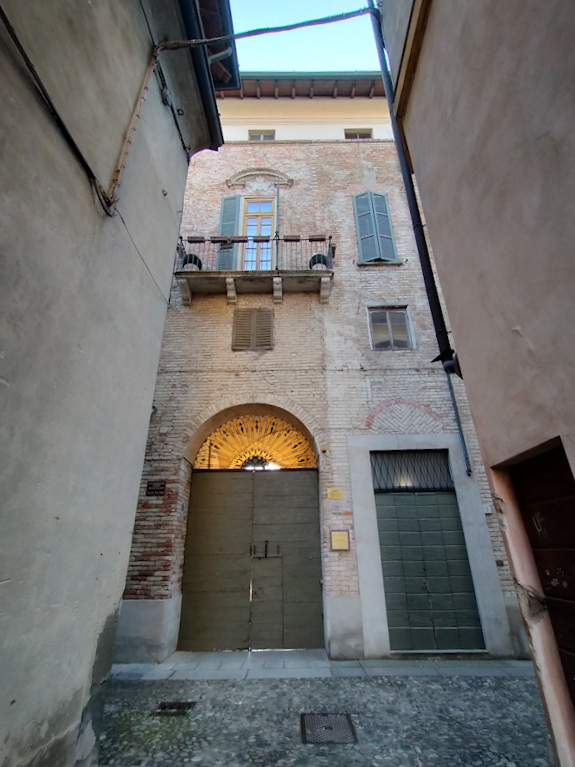
L'ingresso

Benché si possa osservare nella sua monumentale interezza da piazza Trento e Trieste l'ingresso principale si apre a nord su via Fortunato Marazzi di fronte a quel breve tratto di strada che sbuca su piazza Duomo aperto da Socino Benzoni alla fine del XV secolo. Qui, come sul lato ovest, i muri sono in mattoni a vista con aperture molto semplici. L'austero portale cinquecentesco è sormontato, oltre che da una finestra di forma quadrata, da un balconcino sorretto da quattro mensole e la relativa porta-finestra è l'unica su questo lato che è dotata un timpano circolare con cartiglio.

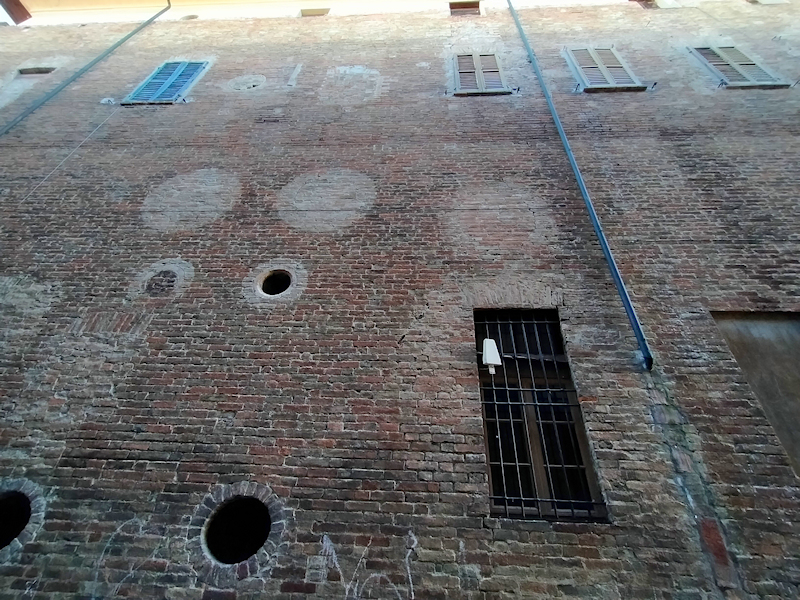
Il muro dell'ala ovest, di origini cinquecentesche, con segni di antiche aperture

Le facciate interne e i lati che danno su piazza Trento e Trieste sono, invece intonacati e caratterizzati da un'abbondanza di aperture incorniciate, quelle superiori dotate di timpani di forme triangolari e curvilinee alternate.

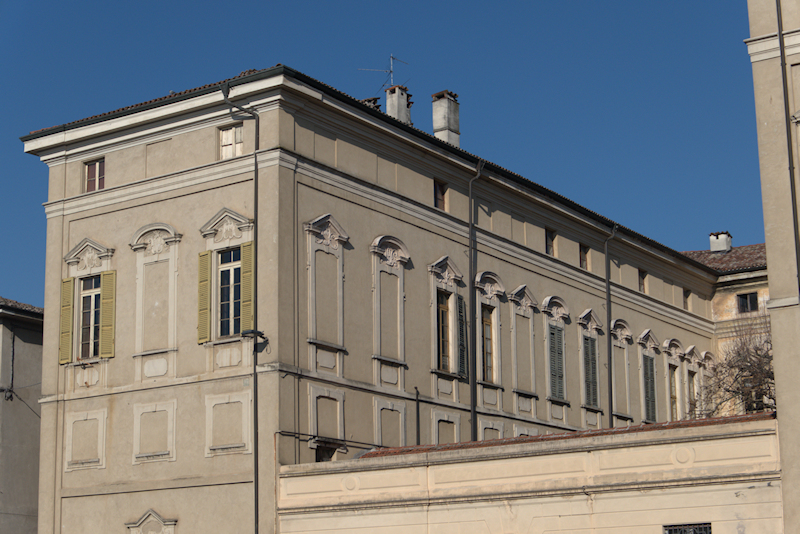
Particolari dell'ala ovest da piazza Trento e Trieste

Al primo piano verso la piazza si aprono quattro portali con arco a tutto sesto in mezzo ai quali sono ricavate due finestre con timpano triangolare poco marcato.
La bassa costruzione che unisce le due ali risale al 1914; sostituì le antiche scuderie e servì per ampliare l'ufficio postale aperto al primo piano dell'ala est.
Nel cortile interno sopravvivono colonne con lo stemma dei Benzoni e molto particolare è l'apertura con capitello pensile lungo l'ala ovest.
Lo scalone d'onore con balaustra settecentesca conduce al piano nobile contraddistinto da sale con soffitti a volta, stucchi e affreschi decorativi rinnovati dai Martini secondo un gusto napoleonico.